# واين سميث (لاعب اتحاد الرغبي)
واين سميث (بالإنجليزية: Wayne Smith) هو لاعب اتحاد الرغبي نيوزيلندي، ولد في 19 أبريل 1957 في إقليم وايكاتو في نيوزيلندا.

## وصلات خارجية
- اين سميث عل موقع إسبنسكروم (الإنجليزية)